# Thiago Monteiro (tennis de table)
Pour les articles homonymes, voir Thiago Monteiro et Monteiro (homonymie).
Thiago Monteiro (Thiago Farias Monte Monteiro) est un pongiste brésilien né le 15 juin 1981 à Fortaleza au Brésil.
Il est actuellement[Quand ?] classé 70e joueur mondial au classement ITTF. Il a été deux fois champion d'Amérique latine en 2004 et en 2008 en simple messieurs. En 2005, il a été sacré champion du Brésil. Il a participé aux jeux olympiques à Athènes en 2004 et à Pékin en 2008. Il a participé à tous les championnats du monde depuis ceux d'Eindhoven en 1999.
Il a évolué en Championnat de France Pro B de tennis de table dans le club de Thorigné-Fouillard TT de 2018 à 2020.